# Liste von Sportstätten für Basketball im Iran
Diese Liste ist eine Aufstellung von Sportstätten für Basketball im Iran, unabhängig davon ob sie regelmäßig durch ein Basketballteam oder einmalig durch Basketballveranstaltungen genutzt wurden.

## Sportstätten
| Bild (außen) | Sportstätte                                  | Ort     | Kapazität        | Team(s)/Wettbewerbe                                                              | Bild (innen) | Ref.  |
| ------------ | -------------------------------------------- | ------- | ---------------- | -------------------------------------------------------------------------------- | ------------ | ----- |
|              | Azadi Basketball Hall                        | Teheran | 3.000            | Iranische Basketballnationalmannschaft, Mahram Tehran BC, Azad University Tehran |              | [ 1 ] |
|              | Azadi Indoor Stadium                         | Teheran | 6.583 Sitzplätze |                                                                                  |              |       |
|              | Hassan Rahnana Arena im Mellat Sport Complex | Isfahan |                  | ZOB Ahan Isfahan                                                                 |              |       |

Die Tabelle erhebt keinen Anspruch auf Vollständigkeit.